# Giraultoma pulchricorpus
Giraultoma pulchricorpus är en stekelart som först beskrevs av Girault 1915.  Giraultoma pulchricorpus ingår i släktet Giraultoma och familjen kragglanssteklar. Inga underarter finns listade i Catalogue of Life.